# Drugovac
Drugovac (en serbe cyrillique : Друговац) est une localité de Serbie située sur le territoire de la Ville de Smederevo, district de Podunavlje. Au recensement de 2011, elle comptait 1 539 habitants.
Drugovac est officiellement classé parmi les villages de Serbie.

## Démographie

### Évolution historique de la population
| 1948  | 1953  | 1961  | 1971  | 1981  | 1991  | 2002  | 2011  |
| ----- | ----- | ----- | ----- | ----- | ----- | ----- | ----- |
| 2 503 | 2 679 | 2 669 | 2 322 | 2 225 | 2 130 | 1 906 | 1 539 |

|  |